# Hodgsonia heteroclita
Hodgsonia heteroclita là một loài thực vật có hoa trong họ Cucurbitaceae. Loài này được (Roxb.) Hook.f. & Thomson mô tả khoa học đầu tiên năm 1853.